# (135024) 2001 KO76
(135024) 2001 KO76 est un objet transneptunien en résonance 4:7 avec Neptune.

## Caractéristiques
(135024) 2001 KO76 mesure environ 130 km de diamètre.

## Orbite
L'orbite de 2001 KO76 possède un demi-grand axe de 43,524 ua et une période orbitale d'environ 287 ans. Son périhélie l'amène à 38,608 ua du Soleil et son aphélie l'en éloigne de 48,44 ua. Il possède une résonance 4:7 avec Neptune.

## Découverte
(135024) 2001 KO76 a été découvert le 23 mai 2001.